# Un proiettile per Pretty Boy
Un proiettile per Pretty Boy (A Bullet for Pretty Boy) è un film drammatico statunitense del 1970 diretto da Larry Buchanan e basato sulla vita del criminale Charles Arthur Floyd, soprannominato Pretty Boy, attivo negli anni venti del XX secolo.

## Trama
Stati Uniti, anni venti. Charles "Pretty Boy" Floyd è un gangster che ha ucciso l'assassino di suo padre ammazzato nel corso di una rapina. Condannato a sei anni di lavori forzati, evade per recarsi dalla moglie, Ruby, e dal figlio. Diviene rapinatore di banche e si unisce ad una banda di criminali che presto diventano tra i principali ricercati dalla polizia a causa di una serie di fortunate rapine. Sulle sue tracce si mette l'agente federale Otto Hossler. Dopo una prima cattura e una nuova evasione, in un finale convulso, nel quale Pretty Boy comprende che per lui è finita, tenta di rivedere per l'ultima volta la moglie ma viene ucciso da Hossler nel corso di una sparatoria.

## Produzione
Il film è stato prodotto dalla American International Pictures e girato a Dallas, Texas con un budget stimato in 350.000 dollari (è stato uno dei budget più alti messi a disposizione di Larry Buchanan, noto regista di B-Movie e produzioni a basso costo).

## Distribuzione
Alcune delle uscite internazionali sono state:
- 15 luglio 1970 negli Stati Uniti (A Bullet for Pretty Boy)
- 10 ottobre 1970 in Svezia
- 17 maggio 1971 in Italia[4]
- 10 dicembre 1971 in Germania Ovest (Sie nannten ihn Pretty Boy Floyd)
- nel 1972 in Austria